# Pirogovo (raïon de Vytegra)
 (septembre 2019).
Pirogovo est un village du raïon de Vytegra (ru)dans l'Oblast de Vologda . 
Il est rattaché par l'OKATO à la colonie rurale d'Andomski (ru), et dépend  du conseil communal d'Andomski. 
Il est situé à 34 km par la route de Vytegra et à 2 km du centre d'Andomski Pogost. 
Selon le recensement de 2002 sa population est de 5 personnes.